# Mi2
Mi2 je slovinská hudební skupina založená v roce 1995 v Rogatci.

## Biografie
Skupinu založili Jernej Dirnbek a Robert Firer, který ji roce 1998 opustil. Zpočátku vystupovali jako duet, v té době měli několik vystoupení v hudebních, televizních a rádiových pořadech. Poté se dohodli na spolupráci s kraňskou skupinou Apeiron, která však neměla dlouhého trvání, neboť se členem skupiny stal kytarista a skladatel Egon Herman, se kterým přišli ještě Vojko Hlupić (baskytara) a Vanja Janež (bubny). V této sestavě rok koncertovali po celém Slovinsku a mimo jiné v roce 1998 poprvé vystoupili na festivalu Rock Otočec.
Po odchodu Roberta Firera se původní skupina rozpadla. Egon a Jernej se však nevzdali a přesvědčili ke spolupráci Tone Kregara (vokál) a Roberta Novaka, za bubny zasedl Matjaž Sabolek, kterého po půl roce vystřídal současný bubeník Igor Peter Orač. V novém složení se žánrově přiblížili k rocku a zformovali svůj současný styl. Doposud nahráli 6 samostatných alb, odehráli přes 500 koncertů a natočili několik videoklipů.
Kromě alb vyšlo za dobu existence skupiny ještě několik knih:
sbírka textů Mi2 pišema poezije, Bori jih pa riše, 2002 Filter,
biografie Mi2 Biografija - autor Mohor Hudej, 2010 Litera,
zpěvník Mi2 Pesmarica autorů Jerneje Dirnbeka a Toneho Kregara s ilustracemi Boriho Zupančiče, 2010 Litera.

## Diskografie
- Črtica (1996)
- Čudo tehnike (1999)
- Album leta (2000)
- Dečki s Sotle (2002)
- Dobrodošli na dvor (2006)
- Rokenrol (2010)